# Kees Zwamborn

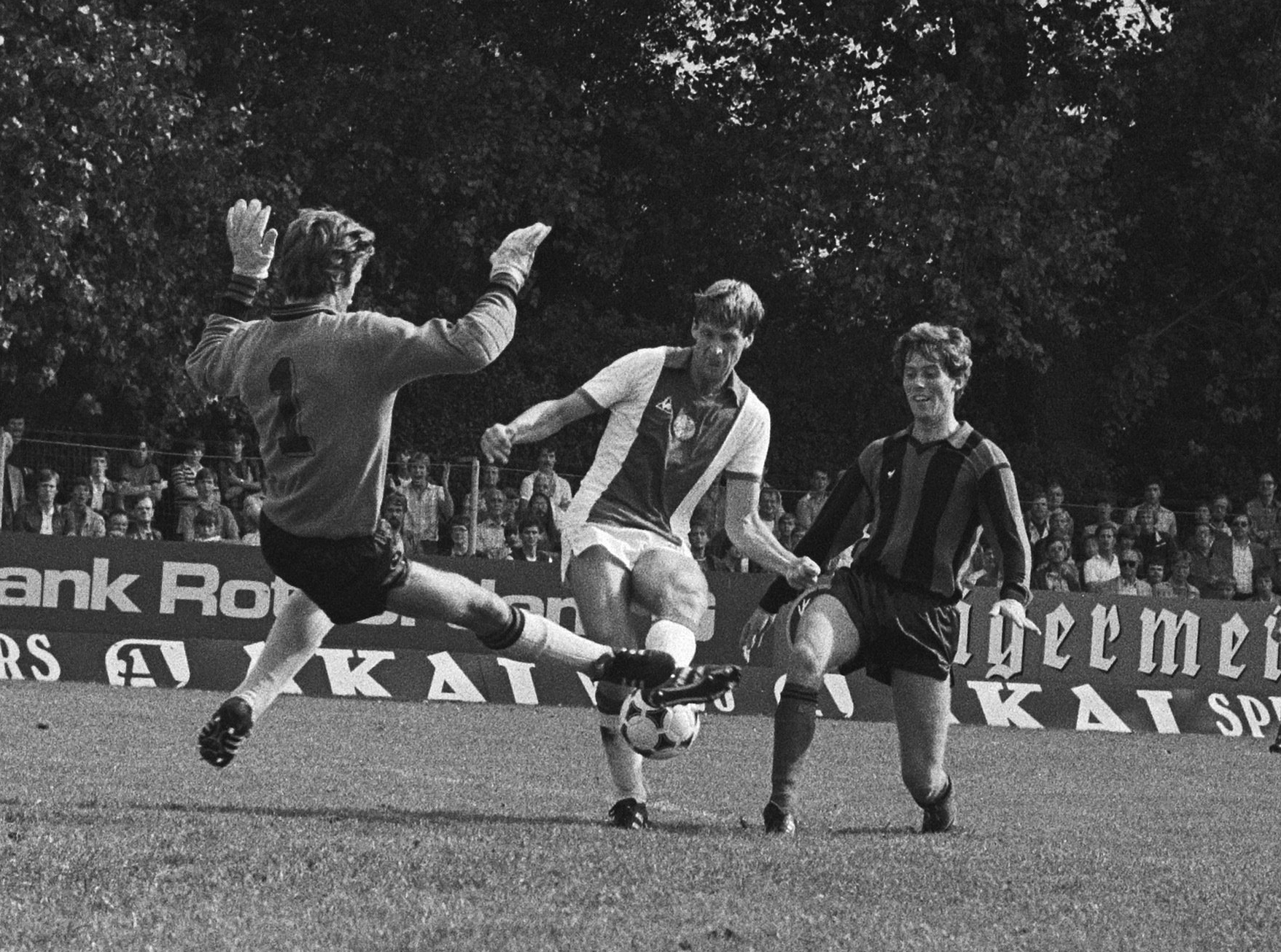
Kees Zwamborn im Trikot von Ajax Amsterdam

Kees Zwamborn (* 28. März 1952 in Alblasserdam) ist ein ehemaliger niederländischer Fußballspieler und derzeitiger -trainer. Der 1981 von Ajax Amsterdam zum MSV Duisburg gekommene Defensiv- und Mittelfeldspieler hat in der Saison 1981/82 für den MSV in der Fußball-Bundesliga 18 Ligaspiele absolviert.

## Laufbahn
Zwamborn spielte aktiv für FC Vlaardingen, Ajax Amsterdam, MSV Duisburg und NAC Breda. Von 1978 bis 1981 war er bei Ajax Amsterdam aktiv und gehörte an der Seite von Mitspielern wie Torhüter Piet Schrijvers, Ruud Krol, Simon Tahamata, Frank Arnesen und Søren Lerby den zwei Meistermannschaften der Jahre 1979 und 1980 an. In der Saison 1980/81, Zwamborn wurde mit Ajax in der Eredivisie Vizemeister, war er auch in den zwei Spielen im Europacup im Oktober/November 1980 gegen den FC Bayern München (1:5, 2:1) für Ajax im Einsatz gewesen. Als der MSV Duisburg zum Start der Hinrunde 1981/82 sofort massiv in den Abstiegskampf verstrickt wurde, wurde er von den Blau-Weißen Ende November unter Vertrag genommen. Der Mann von Ajax debütierte am 28. November 1981 bei einer 2:3-Auswärtsniederlage beim SV Darmstadt 98 in der Bundesliga. Einen Tag danach, am 29. November, wurde Trainer Friedhelm Wenzlaff entlassen und durch Kuno Klötzer ersetzt. Am Rundenende stiegen die „Zebras“ mit 19:49 Punkten aus der Bundesliga ab. Zwamborn hatte an der Seite von Mitspielern wie Gerhard Heinze, Herbert Büssers, Bernard Dietz, Frank Saborowski, Manfred Dubski, Thomas Kempe, Guido Szesni, Uwe Helmes und Rudolf Seliger 18 Bundesligaspiele absolviert. Er ging zur Runde 1982/83 mit in die 2. Fußball-Bundesliga, erlebte aber keine Verbesserung. Unter dem neuen Trainer Siegfried Melzig (bis April 1983 im Amt) war der Bundesligaabsteiger weit entfernt von den Aufstiegsplätzen und konnte unter seinem Nachfolger Luis Zacarias lediglich den 11. Rang belegen. Zwamborn hatte in 30 Zweitligaspielen ein Tor erzielt. Er beendete seine Aktivität bei den Blau-Weißen und schloss sich zur Saison 1983/84 dem NAC Breda an und kehrte wieder in die Niederlande zurück.
Nach dem Ende seiner aktiven Karriere war er als Trainer u. a. bei Feyenoord Rotterdam, FC Den Bosch, NAC Breda, Willem II Tilburg, FC Sunderland und der Fußballnationalmannschaft von Suriname tätig.